# 战备
战备状态是指軍隊及其下屬軍事組織、军舰、航空器、武器系统以及其他军事装备進入战斗状态，軍隊同時為准备战斗而進行動員和演習。出于经济上的考虑，大多数武装部队都保持着不同程度的战斗准备状态。其中特種部隊通常保持最高战备状态的部队，而且往往在投入战斗前几小时才收到警报。